# Lista planetelor minore: 67001–68000
| Nume                                            | Denumire provizorie                             | Data descoperirii                               | Locul descoperirii                              | Descoperitor(i)                                 |                                                 |                                                 |                                                 |                                                 |                                                 |                                                 |                                                 |                                                 |                                                 |                                                 |                                                 |                                                 |                                                 |                                                 |                                                 |                                                 |                                                 |                                                 |                                                 |                                                 |                                                 |                                                 |                                                 |                                                 |                                                 |                                                 |                                                 |                                                 |                                                 |                                                 |                                                 |                                                 |                                                 |                                                 |                                                 |                                                 |                                                 |                                                 |                                                 |                                                 |                                                 |                                                 |                                                 |                                                 |                                                 |
| 67001–67100 Lista planetelor minore/67001–67100 | 67001–67100 Lista planetelor minore/67001–67100 | 67001–67100 Lista planetelor minore/67001–67100 | 67001–67100 Lista planetelor minore/67001–67100 | 67001–67100 Lista planetelor minore/67001–67100 | 67101–67200 Lista planetelor minore/67101–67200 | 67101–67200 Lista planetelor minore/67101–67200 | 67101–67200 Lista planetelor minore/67101–67200 | 67101–67200 Lista planetelor minore/67101–67200 | 67101–67200 Lista planetelor minore/67101–67200 | 67201–67300 Lista planetelor minore/67201–67300 | 67201–67300 Lista planetelor minore/67201–67300 | 67201–67300 Lista planetelor minore/67201–67300 | 67201–67300 Lista planetelor minore/67201–67300 | 67201–67300 Lista planetelor minore/67201–67300 | 67301–67400 Lista planetelor minore/67301–67400 | 67301–67400 Lista planetelor minore/67301–67400 | 67301–67400 Lista planetelor minore/67301–67400 | 67301–67400 Lista planetelor minore/67301–67400 | 67301–67400 Lista planetelor minore/67301–67400 | 67401–67500 Lista planetelor minore/67401–67500 | 67401–67500 Lista planetelor minore/67401–67500 | 67401–67500 Lista planetelor minore/67401–67500 | 67401–67500 Lista planetelor minore/67401–67500 | 67401–67500 Lista planetelor minore/67401–67500 | 67501–67600 Lista planetelor minore/67501–67600 | 67501–67600 Lista planetelor minore/67501–67600 | 67501–67600 Lista planetelor minore/67501–67600 | 67501–67600 Lista planetelor minore/67501–67600 | 67501–67600 Lista planetelor minore/67501–67600 | 67601–67700 Lista planetelor minore/67601–67700 | 67601–67700 Lista planetelor minore/67601–67700 | 67601–67700 Lista planetelor minore/67601–67700 | 67601–67700 Lista planetelor minore/67601–67700 | 67601–67700 Lista planetelor minore/67601–67700 | 67701–67800 Lista planetelor minore/67701–67800 | 67701–67800 Lista planetelor minore/67701–67800 | 67701–67800 Lista planetelor minore/67701–67800 | 67701–67800 Lista planetelor minore/67701–67800 | 67701–67800 Lista planetelor minore/67701–67800 | 67801–67900 Lista planetelor minore/67801–67900 | 67801–67900 Lista planetelor minore/67801–67900 | 67801–67900 Lista planetelor minore/67801–67900 | 67801–67900 Lista planetelor minore/67801–67900 | 67801–67900 Lista planetelor minore/67801–67900 | 67901–68000 Lista planetelor minore/67901–68000 | 67901–68000 Lista planetelor minore/67901–68000 | 67901–68000 Lista planetelor minore/67901–68000 | 67901–68000 Lista planetelor minore/67901–68000 | 67901–68000 Lista planetelor minore/67901–68000 |
| ----------------------------------------------- | ----------------------------------------------- | ----------------------------------------------- | ----------------------------------------------- | ----------------------------------------------- | ----------------------------------------------- | ----------------------------------------------- | ----------------------------------------------- | ----------------------------------------------- | ----------------------------------------------- | ----------------------------------------------- | ----------------------------------------------- | ----------------------------------------------- | ----------------------------------------------- | ----------------------------------------------- | ----------------------------------------------- | ----------------------------------------------- | ----------------------------------------------- | ----------------------------------------------- | ----------------------------------------------- | ----------------------------------------------- | ----------------------------------------------- | ----------------------------------------------- | ----------------------------------------------- | ----------------------------------------------- | ----------------------------------------------- | ----------------------------------------------- | ----------------------------------------------- | ----------------------------------------------- | ----------------------------------------------- | ----------------------------------------------- | ----------------------------------------------- | ----------------------------------------------- | ----------------------------------------------- | ----------------------------------------------- | ----------------------------------------------- | ----------------------------------------------- | ----------------------------------------------- | ----------------------------------------------- | ----------------------------------------------- | ----------------------------------------------- | ----------------------------------------------- | ----------------------------------------------- | ----------------------------------------------- | ----------------------------------------------- | ----------------------------------------------- | ----------------------------------------------- | ----------------------------------------------- | ----------------------------------------------- | ----------------------------------------------- |

| Predecesor: 66001–67000 | Lista planetelor minore 67001–68000 Semnificații ale numelor: 67001–68000 | Succesor: 68001–69000 |